# Euploea statius
Euploea statius är en fjärilsart som beskrevs av Hans Fruhstorfer 1910. Euploea statius ingår i släktet Euploea och familjen praktfjärilar. Inga underarter finns listade i Catalogue of Life.